# Nyurga csík
A nyurga csík (Cobitis elongata) a sugarasúszójú halak (Actinopterygii) osztályának a pontyalakúak (Cypriniformes) rendjébe, ezen belül a csíkfélék (Cobitidae) családjába tartozó faj.

## Előfordulása
A nyurga csík a Duna vízrendszerében él, Horvátországtól (a Száva vidéke) Délnyugat-Romániáig. Állományai erősen megfogytak, egyes helyekről ki is pusztult.

## Megjelenése
A hal testhossza 12-15 centiméter, legfeljebb 16,5 centiméter. Felső állkapcsán 6 bajuszszál ül. Szeme alatt kétágú tüske van. Kicsi pikkelyei vékonyak, szélesebbek, mint hosszúak.

## Életmódja
Tápláléka algák és a köztük élő fenéklakók, például férgek és rovarok.

## Szaporodása
Május - júniusban ívik, a sekély vizű partközeli részeken.